# Campanula sclerophylla
Campanula sclerophylla är en klockväxtart som först beskrevs av Alfred Alekseevich Kolakovsky, och fick sitt nu gällande namn av Marina E. Oganesian. Campanula sclerophylla ingår i släktet blåklockor, och familjen klockväxter. Inga underarter finns listade i Catalogue of Life.